# 10時です じゅんきのはりきり八丁目
10時です じゅんきのはりきり八丁目（じゅうじです じゅんきのはりきりはっちょうめ）は、かつて札幌テレビ放送ラジオ局（現・STVラジオ）で放送されていたラジオ番組。1981年4月6日開始、1984年4月6日終了。

## 概要
当時入社5年目のSTVアナウンサー、工藤準基の単独パーソナリティによる平日午前帯のワイド番組。放送時間は月曜日から金曜日まで10:00 - 11:55（JST）。タイトルの「八丁目」は、札幌テレビ本社所在地の札幌市中央区北1条西8丁目に因む。当時の番組表においては、本番組は前枠番組『9時です リクエストプラザ』と一緒に「ハッピーハートSTV」のタイトルのゾーンの中に入っていた。
1984年4月終了後、工藤は1985年から同じ平日ワイド番組『ときめきワイド』（「準基と淳子の1時が万事」、「もっと昼下がり」）のパーソナリティなどを務めた後、1991年10月7日から本番組と全く同じ平日10:00 - 11:55の時間帯で現在も放送中の『工藤じゅんきの十人十色』がスタート、7年6か月ぶりに平日10時・11時台の時間帯に戻っている。

## タイムテーブル

### 1981年・1982年
（出典：）
- 10:00 - オープニング
- 10:10 - ふれあいプロムナード
- 10:35 - おくさまお手並拝見
- 10:40 - たべたべコーナー （1982年3月まで）
  - 10:40 - いきいきライフ （1982年4月から）
- 10:55 - スポットニュース
- 11:00 - ごちゃまんプレゼント

事前に告知されたアンケートテーマに沿って応募されたはがきの中からユニークかつ面白いものを採用、その中から選ばれた1名に5000円相当の品物がプレゼントされた。
- - バラの花束プレゼント

自分だけが持っている、結婚記念日、誕生日などのある記念日の感想をはがきで応募、その中から選ばれた毎日1名にバラの花束がプレゼントされた。
- 11:15 - 銭天牛の人生占い
- 11:25 - ミュージックダイアリー
- 11:50 - 週末の天気・エンディング

### 1983年・1984年
（出典：）
- 10:00 - オープニング
- 10:10 - じゅんきのテレカプショー・私もひとこと
- 10:25 - ザブふれあいキャラバン・フレッシュ奥さま登場
- 10:35 - ラジオショッピング
- 10:40 - いきいきライフ
- 10:55 - スポットニュース
- 11:00 - ごちゃまんプレゼント
- 11:15 - ニチイ バラの花束プレゼント・あなたに香りを
- 11:25 - 銭天牛の人生占い
- 11:30 - 愛こそすべて
- 11:40 - ミュージックダイアリー
- 11:50 - 週末の天気・エンディング

コーナーその他
- 星沢幸子のいただきます
  - 他